# Karlheinz Muscheler

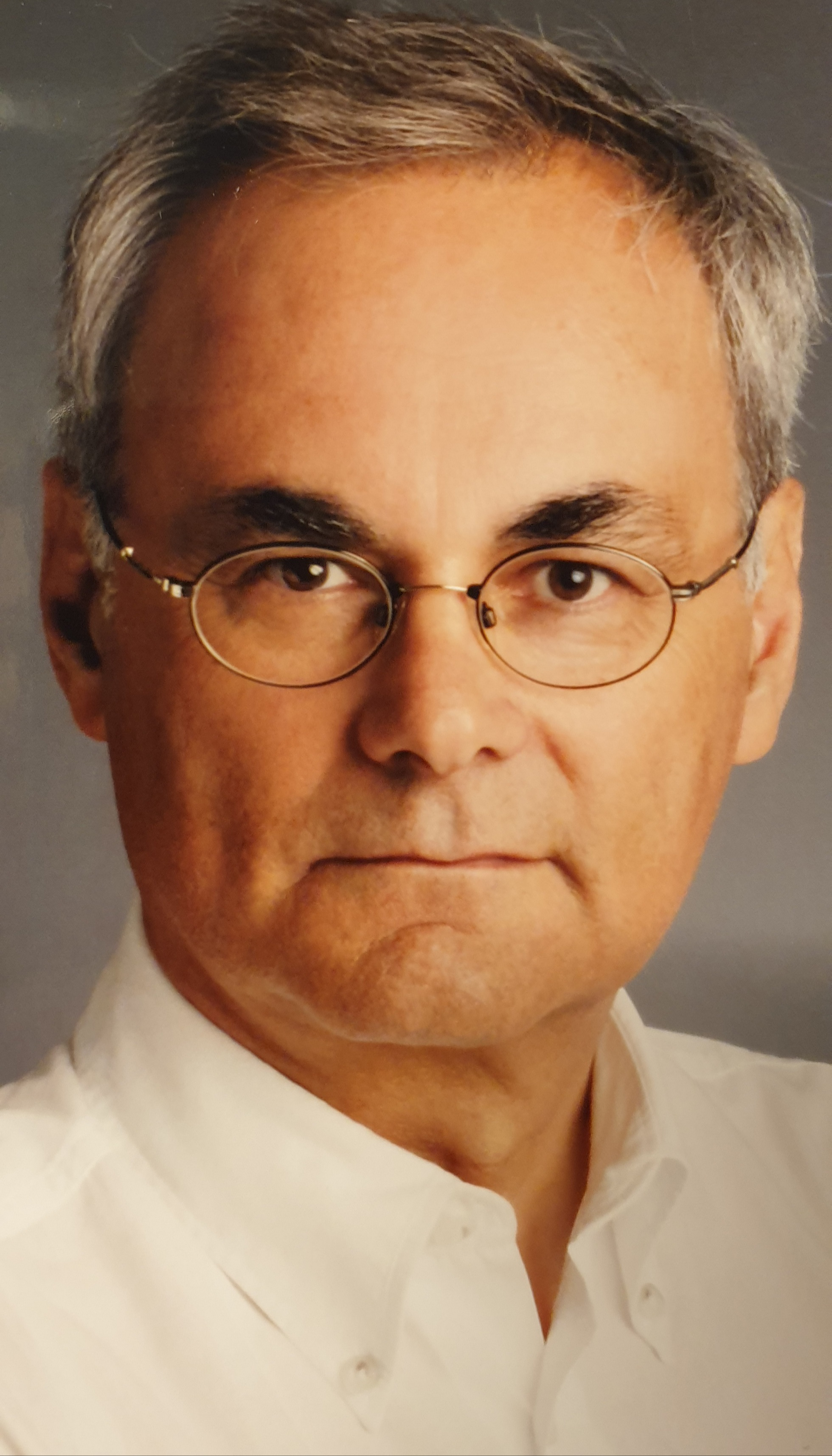
Karlheinz Muscheler (2024)

Karlheinz Muscheler (* 1953 in Radolfzell) ist ein deutscher Jurist und ehemaliger Hochschullehrer an der Ruhr-Universität Bochum.

## Leben
Nach einem Studium der Rechtswissenschaften promovierte Muscheler 1983 bei Alexander Hollerbach an der Universität Freiburg. 1992 folgte ebenfalls in Freiburg die Habilitation bei Detlef Liebs. Damit wurde ihm die venia legendi für die Fächer deutsche Rechtsgeschichte, Bürgerliches Recht, weiter Kirchenrecht und Handelsrecht verliehen. Seit dem Wintersemester 1993/94 ist Muscheler ordentlicher Professor an der Universität Bochum, wo er bis zum 30. September 2019 den Lehrstuhl für Deutsche Rechtsgeschichte, Bürgerliches Recht und Handelsrecht innehatte. Seine Hauptarbeitsgebiete sind Rechts- und Staatsphilosophie, Juristische Methodenlehre, Rechtsgeschichte, Stiftungsrecht, Familienrecht und Erbrecht.
Zudem ist Muscheler Vorsitzender zweier Vereine, die sich der Erforschung und Förderung des Stiftungsrechts einerseits (Fundare e. V.) sowie des Erbrechts andererseits (Hereditare e. V.) widmen.

## Veröffentlichungen (Auswahl)
- Relativismus und Freirecht. C.F. Müller, Heidelberg 1984, ISBN 3-8114-6483-3 (Dissertation).
- Hermann Ulrich Kantorowicz. Eine Biographie. Duncker & Humblot, Berlin 1984, ISBN 3-428-05692-2.
- Die Rolle Badens in der Entstehungsgeschichte des Bürgerlichen Gesetzbuchs. Duncker & Humblot, Berlin 1993, ISBN 3-428-07702-4.
- Die Haftungsordnung der Testamentsvollstreckung. Mohr Siebeck, Tübingen 1994, ISBN 3-16-146152-5 (Habilitationsschrift).
- Die Schopenhauer-Marquet-Prozesse und das preußische Recht. Mohr Siebeck, Tübingen 1996, ISBN 3-16-146546-6.
- Universalsukzession und Vonselbsterwerb – Die rechtstechnischen Grundlagen des deutschen Erbrechts. Mohr Siebeck, Tübingen 2002, ISBN 3-16-147829-0.
- Das Recht der Eingetragenen Lebenspartnerschaft. Handbuch für die gerichtliche, anwaltliche und notarielle Praxis. 2. Auflage. Erich Schmidt Verlag, Köln 2004, ISBN 3-503-08300-6.
- Stiftungsrecht. 2. Auflage. Nomos, Baden-Baden 2011, ISBN 978-3-8329-6613-3.
- Familienrecht. 4. Auflage. Vahlen, München 2017, ISBN 978-3-8006-5513-7.
- Erbrecht. 2 Bände. Mohr Siebeck, Tübingen 2010, ISBN 978-3-16-150421-1.
- mit Anke Schewe: BGB III: Kreditsicherungsrecht. Kohlhammer, Stuttgart 2011, ISBN 978-3-17-021780-5.
- Ungerechtigkeit. Zur Dialektik eines sozialphilosophischen Grundbegriffs. Bouvier, Bonn 2017, ISBN 978-3-416-04000-6.
- Stiftungsrecht – Gesammelte Beiträge II. Nomos, Baden-Baden 2019, ISBN 978-3-8487-5328-4.
- Bochumer Kommentar zum Stiftungsrecht. Hrsg. zusammen mit Bernd Andrick und Katharina Uffmann. Nomos, Baden-Baden 2023, ISBN 978-3-8487-8629-9.
- Das Recht des Todes. Grundlegung einer juristischen Thanatologie. Duncker & Humblot, Berlin 2024, ISBN 978-3-428-19333-2 (Print), ISBN 978-3-428-59333-0 (E-Book).
- Das Testament: Wille, Form und Inhalt. Nomos, Baden-Baden 2025, ISBN 978-3-7560-2986-0 (Print), ISBN 978-3-7489-5250-3 (ePDF).
- Recht und Billigkeit. Zum Wesen des Billigkeitsurteils. Duncker & Humblot, Berlin 2025, ISBN 978-3-428-19574-9 (Print), ISBN 978-3-428-59574-7 (E-Book).